# Ostatni kowboj
Ostatni kowboj (ang. Lonley Are the Brave) – amerykański western z 1962 roku w reżyserii Davida Millera z Kirkiem Douglasem, Geną Rowlands i Walterem Matthau w rolach głównych. Film jest adaptacją powieści Edwarda Abbeya, The Brave Cowboy.

## Obsada
- Kirk Douglas jako John W. „Jack” Burns
- Gena Rowlands jako Jerry Bondi
- Walter Matthau jako szeryf Morey Johnson
- Michael Kane jako Paul Bondi
- Carroll O’Connor jako kierowca ciężarówki
- Carroll O’Connor jako Hinton
- William Schallert jako zastępca szeryfa Harry
- George Kennedy jako zastępca szeryfa Gutierrez
- Karl Swenson jako wielebny Hoskins
- Bill Raisch jako jednoręki
- Lalo Rios jako więzień

## Fabuła
John W. „Jack” Burns jest wędrownym hodowcą bydła, który żyje jak dawni kowboje z Dzikiego Zachodu. Funkcjonuje na uboczu społeczeństwa, odrzuca cywilizacyjne nowinki techniczne i nie posiada stałego miejsca zamieszkania. Uważa, że współczesny świat ogranicza jego wolność i prawo decydowania o sobie.
Pewnego dnia przybywa do niewielkiego, sennego miasteczka w Nowym Meksyku, żeby odwiedzić Jerri, żonę swojego starego przyjaciela Paula Bondiego, którego aresztowano za przemyt nielegalnych imigrantów. Spędza z nią trochę czasu, po czym udaje się do baru, gdzie wdaje się w bójkę z jednorękim mężczyzną za co zostaje zatrzymany przez policję. Kiedy stróże prawa decydują się go wypuścić Burns uderza jednego z nich. Zostaje aresztowany i skazany na rok więzienia, dzięki czemu spotyka się z Bondim, któremu proponuje pomoc w ucieczce.
Ponieważ Bondi nie jest przekonany do tego pomysłu, Burns ujawnia, że nie mógłby spędzić całego roku w więzieniu ponieważ mógłby kogoś zabić. Ponadto staje się celem sadystycznego zastępcy szeryfa Gutierreza, ponieważ staje w obronie Bondiego. Zostaje nawet przez niego pobity za ukrywanie piły do metalu. Po tym incydencie Burns nadal usiłuje przekonać przyjaciela do ucieczki, ale ze względu na to, że ma on rodzinę i zbyt wiele do stracenia, odmawia. Burns ucieka więc sam i udaje się do Jerri, od której bierze konia i zapasy jedzenia. Tymczasem szeryf Morey Johnson odkrywa, że Burns to weteran wojny koreańskiej i bohater wojenny odznaczony za męstwo na polu bitwy.
Policja organizuje zakrojone na szeroką skalę poszukiwania zbiega, który konno kieruje się w stronę granicy z Meksykiem. W akcji bierze udział także szeryf Johnson wraz ze swoim zastępcą Harrym. Ponadto do pomocy zostaje ściągnięty wojskowy helikopter, który po pewnym czasie lokalizuje zbiega i przekazuje o nim informacje szeryfowi. Kiedy helikopter usiłuje go zatrzymać Burns strzela w jego wirnik, w wyniku czego pilot traci panowanie nad maszyną i spada na ziemię.
Uciekiniera ściga również Gutierrez, który planuje na niego zasadzkę, ale sam daje się zaskoczyć i obezwładnić. Chcąc umknąć przed pościgiem Burns wjeżdża konno na strome górskie zbocze, ale gdy zostaje otoczony z trzech stron przez stróżów prawa, z trudem dostaje się jeszcze wyżej i ucieka nieosłoniętą stroną góry. W końcu dociera do autostrady w Tijeras Canyon, gdzie podczas przeprawy jego koń oślepiony i spłoszony hałasem zostaje potrącony przez samochód. Na miejsce przybywa szeryf Johnson, ale nie jest pewien czy to poszukiwany zbieg. Ciężko ranny koń Burnsa zostaje zastrzelony, a on sam trafia do ambulansu.

## Produkcja
Scenariusz na podstawie powieści Edwarda Abbeya, The Brave Cowboy napisał Dalton Trumbo, który kilka lat wcześniej stworzył scenariusz do filmu Spartakus.
Roboczy tytuł produkcji to The Last Hero, ale Douglas chciał by film nazywał się The Brave Cowboy, tak jak powieść Abbeya i był pokazywany w kinach studyjnych. Ostatecznie wytwórnia Universal zdecydowała, że będzie on nosił tytuł Lonely Are the Brave i będzie dostępny dla szerokiej widowni. Dziś ten jest uznawany przez wielu za najlepszy western w dorobku Douglasa.
Wszystkie zdjęcia zrealizowano w okolicach Albuquerque w stanie Nowy Meksyk.

## Nagrody i nominacje
Lista nagród i nominacji:
- 1963: nominacja do nagrody BAFTA dla najlepszego aktora zagranicznego (Kirk Douglas)
- 1963: Laurel Awards (trzecie miejsce Kirk Douglas)
- 1963: nagroda Motion Picture Sound Editors za najlepszy montaż dźwięku